# Набу-шум-лібур
Набу-шум-лібур (Набу-шуму-лібур) (д/н — 1026 до н. е.) — цар Вавилону близько 1033—1026 років до н. е. Ім'я перекладається як «Набу, нехай нащадок залишається здоровим».

## Життєпис
Приписується до IV Вавилонської династії (II династії Ісін). Родинні стосунки з попередніми царями не зрозумілі. Обмаль артефактів знайдено з його ім'ям: текст з Ніппура про придбання землі 9відноситься до 1-го року панування Набу-шум-лібура), гирька у формі качки та релігійний текст з пророцтвом.
Протягом усього панування вимушен був протистояти нападам племен сутіїв на царство. Було сплюндровано область Аккад, захоплено і пограбовано Ебаббару — храм Шамаша в Сіппарі. Про кінець панування нічого невідомо. Втім вважається, що зазнав поразки від арамейських племен, що зрештою захопили Вавилон. На півдні утворилася Друга держава Країни Моря.